# Eatonville (Flórida)
Eatonville é uma vila localizada no estado americano da Flórida, no condado de Orange. Foi incorporada em 1887. Faz parte da Grande Orlando. Incorporada em 15 de agosto de 1887, foi um dos primeiros municípios autônomos exclusivamente negros dos Estados Unidos. (Brooklyn, Illinois, incorporada em 8 de julho de 1873, é a cidade negra mais antiga dos Estados Unidos.) O Distrito Histórico de Eatonville e o Museu Moseley House estão localizados em Eatonville. 
A antropóloga, escritora e uma das primeiras cineastas afro-americanas Zora Neale Hurston cresceu em Eatonville e a região aparece em muitas de suas histórias.
Em 1990, a cidade fundou o Museu de Belas Artes Zora Neale Hurston. Todos os invernos, a cidade organiza o Festival de Artes e Humanidades Zora Neale Hurston. Uma biblioteca com o nome dela foi inaugurada em janeiro de 2004.

## Geografia
De acordo com o United States Census Bureau, a vila tem uma área de 2,9 km², onde 2,6 km² estão cobertos por terra e 0,3 km² por água.

### Localidades na vizinhança
O diagrama seguinte representa as localidades num raio de 8 km ao redor de Eatonville.

## Demografia
Segundo o censo nacional de 2010, a sua população é de 2 159 habitantes e sua densidade populacional é de 842 hab/km². Possui 811 residências, que resulta em uma densidade de 316,3 residências/km².

## Geminações
- Bamenda, Noroeste, Camarões [7]